# دون ريفز
دون ريفز (بالإنجليزية: Don Rives)‏ هو لاعب كرة قدم أمريكية أمريكي، ولد في 30 أغسطس 1951 في ويلر في الولايات المتحدة.

## وصلات خارجية
- دون ريفز على موقع مرجع كرة القدم المحترفة.كوم (الإنجليزية)